# Absinthe, il liquore della rovina
Absinthe, il liquore della rovina (Absinthe) è un film muto del 1914 diretto da Herbert Brenon; alcune fonti accreditano come regista George Edwardes-Hall.

## Trama
Un artista parigino sviluppa una forma di dipendenza dal liquore del titolo e finisce col diventare ladro e omicida.

## Produzione
Il film fu prodotto dall'Independent Moving Pictures Co. of America (IMP). Venne girato nel Regno Unito e a Parigi .

## Distribuzione
Distribuito dall'Universal Film Manufacturing Company, il film uscì nelle sale cinematografiche statunitensi il 22 gennaio 1914. In Italia venne distribuito dalla Transatlantic nello stesso anno.
Copia completa della pellicola si trova conservata negli archivi del Filmmuseum di Amsterdam.